# Miss Pernambuco 2016
Miss Pernambuco 2016 foi a 61ª edição do tradicional concurso de beleza feminina de nível estadual que seleciona a melhor candidata do Estado para que esta dispute a tão desejada coroa de Miss Brasil 2016.  O evento contou com a participação de vinte e sete aspirantes em busca do título que pertencia à olindense Sayonara Veras. O concurso é coordenado pelo jornalista Miguel Braga em parceria com a TV Tribuna, filiada da Band na região, que transmitiu o concurso dois dias depois de realizado. Os experientes Rhaldney Santos e Eliana Victório apresentaram o concurso, enquanto coube à Marco Salles e a Ex-Miss Pernambuco Wilma Gomes os comentários.

## Resultados

### Colocações
| Posição                 | Município e Candidata |
| Miss Pernambuco         | - Serra Talhada - Tallita Martins |
| 2º. Lugar               | - Fernando de Noronha - Gleicyane Bezerra |
| 3º. Lugar               | - Vitória de Santo Antão - Roberta Xavier |
| 4º. Lugar               | - Bezerros - Poliana Alencar |
| 5º. Lugar               | - Caruaru - Eslovênia Marques |
| (TOP 10) Semifinalistas | - Arcoverde - Wellya Patrícia - Barreiros - Danilis Paz - Cachoeirinha - Allana Lopes - Garanhuns - Vivianne Félix - Recife - Ana Beatriz Ferraz |
| (TOP 15) Semifinalistas | - Afogados da Ingazeira - Hyngridy Novaes - Paulista - Stéfany Belegris - Ribeirão - Amanda Pontes - Santa Cruz do Capibaribe - Larissa Aragão   |

### Prêmios Especiais
- O concurso distribuiu o seguinte prêmio este ano: [2]

| Prêmio          | Candidata                         |
| Miss Be Emotion | - Serra Talhada - Tallita Martins |

### Ordem dos Anúncios

#### Top 15
1. Serra Talhada
2. Afogados da Ingazeira
3. Ribeirão
4. Garanhuns
5. Paulista
6. Caruaru
7. Recife
8. Cachoeirinha
9. Santa Cruz do Capibaribe
10. Fernando de Noronha
11. Arcoverde
12. Barreiros
13. Vitória do Santo Antão
14. Bezerros